# Elektron SidStation

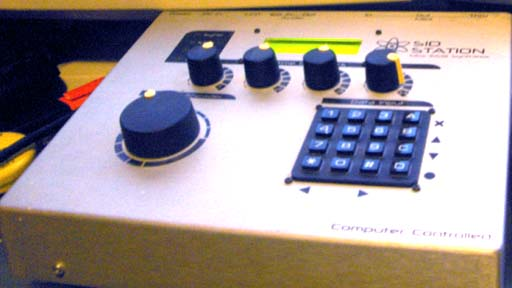
Elektron SidStation

Elektron SidStation – syntezator modułowy oparty na układzie SID, produkowany przez firmę Elektron.
Produkcja prowadzona była w latach 1999–2006. Prawdopodobnym powodem jej zaprzestania było wyczerpanie liczby układów, na których budowane były egzemplarze SidStation. Firma Elektron wypuściła również limitowaną do 50 egzemplarzy, wersję Ninja Edition. Do jej cech należy czarna aluminiowa obudowa, niebieskie diody LED oraz inny bank brzmień fabrycznych.
Instrument oparty jest na układzie MOS6581, pozyskiwanym z komputerów Commodore 64. Z tego powodu, tor syntezy i możliwości brzmieniowe są identyczne jak w przypadku owego komputera. Urządzenie zostało wyposażone w specjalny system operacyjny oraz interfejs MIDI, ułatwiające kontrolę instrumentu. Obudowa SidStation wykonana jest z polerowanego aluminium.

## Dane techniczne
- 1 wejście audio
- 1 wyjście audio
- 1 enkoder obrotowy
- 4 kontrolery obrotowe
- 3 scieżkowy mini-sekwencer
- Alfanumeryczny wyświetlacz LCD
- Interfejs MIDI (In/Out/Thru)
- Klawiatura numeryczna
- Modulator pierścieniowy (indywidualnie dla każdego kanału)

### Tor syntezy
- Typ syntezy: analogowa subtraktywna
- 3 głosowa polifonia (lub tryb monofoniczny)
- 3 oscylatory z możliwością wzajemnej synchronizacji, 4 rodzaje przebiegu fali
- 3 typy filtra analogowego: LPF, BPF, HPF
- 4 generatory LFO
- Generator obwiedni ADSR
- Efekt portamento (indywidualnie dla każdego oscylatora)

## Artyści wykorzystujący SidStation
- 8 Bit Weapon
- Daft Punk
- Freezepop
- Machinae Supremacy
- KMFDM
- Tarmvred
- Timbaland
- Trent Reznor
- Zombie Nation